# Bezzia lenkoi
Bezzia lenkoi är en tvåvingeart som beskrevs av Lane 1958. Bezzia lenkoi ingår i släktet Bezzia och familjen svidknott. Inga underarter finns listade i Catalogue of Life.